# Louis De Geer (1818-1896)
Barón Louis Gerard De Geer de Finspång (castillo de Finspång, provincia de Östergötland; 18 de julio de 1818-castillo de Hanaskogs, provincia de Kristianstad; 24 de septiembre de 1896) fue un estadista y escritor sueco.
Se graduó como abogado, y en 1855 fue nombrado presidente del Göta Hovrätt, la Corte de Apelaciones de Götaland. Entre el 7 de abril de 1858 y el 3 de junio de 1870 fue ministro de Justicia. Como miembro de la nobleza, tomó parte en el Riksdag de los Estados a partir de 1851. Entre 1867 y 1878 fue miembro por Estocolmo de la primera cámara en el Nuevo Riksdag, e introdujo y aprobó muchas reformas útiles. 
Su mayor logro fue la reforma del sistema representativo sueco. Las reformas introdujeron un parlamento bicameral y electo, en reemplazo de la engorrosa y poco democrática representación por estados, resabio de la Edad Media. Esta medida fue aceptada por el Riksdag en diciembre de 1865, y recibió la sanción real el 22 de junio de 1866. Tras ello, por algún tiempo De Geer gozó de considerable popularidad. Se retiró del ministerio en 1870, pero en 1875 se hizo cargo de él nuevamente. 
El 20 de marzo de 1876 asumió como el primer primer ministro de Suecia, cargo que ocupó hasta el 19 de abril de 1880, cuando el fracaso de sus reiterados esfuerzos por zanjar la cuestión armamentista lo llevaron a renunciar. Entre 1881 y 1888 fue rector de las Universidades de Upsala y Lund. Fue un defensor del libre mercado y el liberalismo económico, y algunos consideran que puso los cimientos para el fuerte desarrollo económico de Suecia entre 1870 y 1970.
Además de algunas novelas y ensayos sobre estética, De Geer escribió algunas memorias políticas, de gran calidad tanto en el estilo como en la sustancia, las más notables de las cuales son Minnesteckning öfver A. J. v. Höpken (Estocolmo, 1881), Minnesteckning öfver Hans Järta (Estocolmo, 1874), Minnesteckning öfver B. B. von Platen (Estocolmo, 1886) y su propia Minnen (Estocolmo, 1892) una autobiografía, invalorable como documento histórico, en el que la experiencia política y los maduros juicios acerca de su vida están registrados con singular claridad, sobriedad y encanto. 
Su hijo, llamado también Louis De Geer fue también primer ministro de Suecia por un breve período.
- Datos: Q52950
- Multimedia: Louis De Geer (1818-1896) / Q52950